# Agrostis depressa
Agrostis depressa é uma espécie de gramínea do gênero Agrostis, pertencente à família Poaceae.